# Chrysozephyrus kirbariensis
Chrysozephyrus kirbariensis är en fjärilsart som beskrevs av Robert Christopher Tytler 1915. Chrysozephyrus kirbariensis ingår i släktet Chrysozephyrus och familjen juvelvingar. Inga underarter finns listade i Catalogue of Life.